# Pedro Fernández de Villegas
Pedro Fernández de Villegas (* 25. März 1453 in Burgos; † 6. Dezember 1536 ebenda) war ein spanischer Humanist, Übersetzer und römisch-katholischer Kleriker.

## Leben und Wirken
Die meiste Zeit seines Lebens verbrachte De Villegas in seiner Heimatstadt Burgos. Von 1485 bis 1490 lebte er in Rom. Von der italienischen Kultur und einer Vielzahl von literarischen Lesungen, die er dort besuchte, wurde seine intellektuelle Ausbildung und Einstellung nachhaltig beeinflusst. Er stand unter dem Schutz von Juana von Aragon, einer Tochter von Ferdinand II. von Aragon.
De Villegas übersetzte diverse lateinische Dichter und eine Auswahl aus Plutarchs Werken. Ferner fertigte er eine vollständige Übertragung der Göttlichen Komödie von Dante Alighieri in das Kastilische an.
Im Jahr 1496 trat er das Amt des Archidiakons der Kathedrale von Burgos an. Sein Bruder war Jerónimo de Villegas, Prior in Covarrubias.

## Werke (Auswahl)
- La traducio del dante de lengua toscana en verso castellano por el Reueredo don p[er]o fernandez de villegas arcediano de burgos. Fadrique de Basilea, Burgos 1515.[4]